# Coppa Ronchetti 1986-1987
L'edizione 1986-1987 della Coppa europea Liliana Ronchetti è stata la sedicesima della seconda competizione europea per club di pallacanestro femminile organizzata dalla FIBA Europe. Si è svolta dal 1º ottobre 1986 all'11 marzo 1987.
Vi hanno partecipato trentadue squadre. Il titolo è stato conquistato dalla TTT Rīga, nella finale disputata a Wittenheim sulla Deborah Milano.
È stata la prima partecipazione per la Polenghi Priolo, prima squadra siciliana a partecipare a una coppa europea di pallacanestro.

## Preliminari
| Squadra 1                      | Totale  | Squadra 2                            | Andata | Ritorno |
| ------------------------------ | ------- | ------------------------------------ | ------ | ------- |
| KK Željezničar                 | 185–99  | AOPF Athletic Club of Paleou Falirou | 99–47  | 86–52   |
| Polenghi Basket                | 260–110 | Maccabi Darom Ramat-Chen             | 142–50 | 118–60  |
| Barmer Wuppertal               | 125–126 | A.S. Villeurbanne                    | 56–68  | 69–58   |
| Apollon Kalamarias             | 102–200 | DFS Mineur Pernik                    | 58–96  | 44–104  |
| UBC Media Rent Wels            | 107–209 | Montferandaise                       | 54–96  | 53–113  |
| Sampo Basket                   | 110–164 | TJ ZTS Košice                        | 58–91  | 52–73   |
| BBC Black Star Mersch          | 80–251  | Sabor d'Abans-Tortosa                | 45–131 | 35–120  |
| Basket Astarac Club            | 164–113 | Panathinaikos A.C.                   | 91–56  | 73–57   |
| BBC Les Espérants Wasserbillig | 97–130  | UBLV Basketball                      | 50–71  | 47–59   |
| Megas Alexandros               | 79–205  | Kecskeméti                           | 39–101 | 40–104  |

## Ottavi di finale
| Squadra 1             | Totale  | Squadra 2               | Andata | Ritorno |
| --------------------- | ------- | ----------------------- | ------ | ------- |
| Basket Ferrara        | 147–138 | KK Željezničar          | 77–70  | 70–68   |
| DFS Kremikovcy        | 148–138 | Polenghi Basket         | 87–63  | 61–75   |
| Deborah Milano        | 164–111 | Villeurbanne            | 84–55  | 80–56   |
| Minyor Pernik         | 156–138 | MTK-VM SK               | 80–60  | 76–78   |
| Vysóke Školy Praha    | 167–108 | A.S. Montferandaise     | 93–61  | 74–47   |
| TJ ZTS Košice         | 153–158 | KK Jedinstvo-Aida Tuzla | 63–76  | 90–82   |
| Sabor d'Abans-Tortosa | 170–131 | Racing Club de France   | 83–65  | 87–66   |
| Iskra Delta-Ježica    | 164–124 | Astarac Mirande         | 94–53  | 70–71   |
| Sidis Ancona          | 175–84  | UBL Wien                | 81–44  | 94–40   |
| Kecskeméti Sport Club | 153–165 | AS Lokomotiv Sofia      | 84–85  | 69–80   |

## Gruppi quarti di finale

### Gruppo A
| Pos | Squadra        | G | V | P | PF  | PS  | DP  | Qualificazione              |       | TRI   | FFE   | KRE   |
| --- | -------------- | - | - | - | --- | --- | --- | --------------------------- | ----- | ----- | ----- | ----- |
| 1   | TTT Rīga       | 4 | 4 | 0 | 323 | 260 | +63 | Qualificata alle semifinali |       | —     | 84–81 | 91–55 |
| 2   | Basket Ferrara | 4 | 1 | 3 | 301 | 297 | +4  |                             |       | 62–78 | —     | 92–62 |
| 3   | DFS Kremikovcy | 4 | 1 | 3 | 252 | 319 | −67 |                             | 62–70 | 73–66 | —     |       |

### Gruppo B
| Pos | Squadra                      | G | V | P | PF  | PS  | DP  | Qualificazione              |       | DMI   | TBU   | MPE   |
| --- | ---------------------------- | - | - | - | --- | --- | --- | --------------------------- | ----- | ----- | ----- | ----- |
| 1   | Deborah Milano               | 4 | 4 | 0 | 354 | 261 | +93 | Qualificata alle semifinali |       | —     | 95–60 | 94–54 |
| 2   | Tungsram Sport Club Budapest | 4 | 2 | 2 | 281 | 280 | +1  |                             |       | 59–74 | —     | 80–59 |
| 3   | DFS Mineur Pernik            | 4 | 0 | 4 | 253 | 347 | −94 |                             | 88–91 | 82–52 | —     |       |

### Gruppo C
| Pos | Squadra                 | G | V | P | PF  | PS  | DP  | Qualificazione              |       | VSP   | JTU   | SAT   |
| --- | ----------------------- | - | - | - | --- | --- | --- | --------------------------- | ----- | ----- | ----- | ----- |
| 1   | Vysóke Školy Praha      | 4 | 3 | 1 | 330 | 278 | +52 | Qualificata alle semifinali |       | —     | 90–66 | 86–65 |
| 2   | KK Jedinstvo-Aida Tuzla | 4 | 2 | 2 | 283 | 302 | −19 |                             |       | 81–90 | —     | 77–69 |
| 3   | Sabor d'Abans-Tortosa   | 4 | 1 | 3 | 253 | 347 | −94 |                             | 66–64 | 53–59 | —     |       |

### Gruppo D
| Pos | Squadra            | G | V | P | PF  | PS  | DP  | Qualificazione              |       | ILJ   | SAN   | LSO   |
| --- | ------------------ | - | - | - | --- | --- | --- | --------------------------- | ----- | ----- | ----- | ----- |
| 1   | Iskra Delta-Ježica | 4 | 3 | 1 | 321 | 297 | +24 | Qualificata alle semifinali |       | —     | 73–76 | 89–84 |
| 2   | Sidis Ancona       | 4 | 3 | 1 | 322 | 297 | +25 |                             |       | 79–89 | —     | 92–67 |
| 3   | Lokomotiv Sofia    | 4 | 0 | 4 | 277 | 326 | −49 |                             | 58–70 | 68–75 | —     |       |

## Semifinali
| Squadra 1      | Totale  | Squadra 2          | Andata | Ritorno |
| -------------- | ------- | ------------------ | ------ | ------- |
| TTT Rīga       | 145–135 | Iskra Delta-Ježica | 73–54  | 72–81   |
| Deborah Milano | 167–135 | Vysóke Školy Praha | 96–65  | 71–70   |

## Finale
| Arbitri: | Marzin Tochev |

|             |            |           |
| Semënova 42 | Punti      | 29 Walker |
| Purkains    | Allenatori | Galli     |

| Quintetto titolare | Quintetto titolare | Quintetto titolare | Pt   | Rim  | Ass  |
| ------------------ | ------------------ | ------------------ | ---- | ---- | ---- |
|                    |                    | Ermolaeva          | 11   |      |      |
|                    |                    | Strazdinia         | 5    |      |      |
|                    |                    | Ul'jana Semënova   | 42   |      |      |
|                    |                    | Muyzhietse         | 2    |      |      |
|                    |                    | Elksne             | 15   |      |      |
|                    |                    | Kruminia           | 8    |      |      |
|                    |                    | Plotka             | 4    |      |      |
|                    |                    | Roze               | n.e. | n.e. | n.e. |
|                    |                    | Rozite             | n.e. | n.e. | n.e. |
|                    |                    | Balode             | n.e. | n.e. | n.e. |
| Allenatore:        |                    |                    |      |      |      |
| Purkains           |                    |                    |      |      |      |

| TTT Riga |  | Deborah Milano |

| Quintetto titolare | Quintetto titolare | Quintetto titolare   | Pt   | Rim  | Ass  |
| ------------------ | ------------------ | -------------------- | ---- | ---- | ---- |
|                    |                    | Crawford             | 4    |      |      |
|                    |                    | Cinzia Zanotti       | 18   |      |      |
|                    |                    | Susanna Padovani     | 5    |      |      |
|                    |                    | Valerie Walker       | 29   |      |      |
|                    |                    | Marina Pirani        | 18   |      |      |
|                    |                    | Katia Magistrelli    | 2    |      |      |
|                    |                    | Fiorella Bongini     | 0    |      |      |
|                    |                    | Antonella Galimberti | 4    |      |      |
|                    |                    | Ivana Caldato        | n.e. | n.e. | n.e. |
|                    |                    | Claudia Cremonesi    | n.e. | n.e. | n.e. |
| Allenatore:        |                    |                      |      |      |      |
| Roberto Galli      |                    |                      |      |      |      |

## Squadra campione
- Squadra campione • TTT Rīga (1º titolo): Ermolaeva, Strazdinia, Ul'jana Semënova, Muyzhietse, Elksne, Kruminia, Plotka, Roze, Rozite, Balode. Allenatore: Purkains.